# Движение за примирение (1990)
Движение за примирение (1990) — албанское всенародное движение в Албании и Косове. Было организовано в 1990 году студентами, преследуемыми сербскими властями.

## История
Албанское движение (алб. Gjakmarrja — буквально взятие крови, то есть кровная месть) отсылает к социальному обязательству совершить убийство, чтобы спасти честь, поставленную под сомнение более ранним убийством или моральным унижением. Эта практика является одной из основных черт традиционной албанской общественной культуры, одним из так называемых канунов.
После 1980-х годов многие албанцы были заперты в своих домах из-за междоусобицы, это явилось следствием множества убийств, когда каждый день происходило несколько убийств, особенно в Албании и Македонии. В Косово, где многие семьи состояли в организациях, было установлено примирение по причине того, чтобы: «остановить убийства, потому что Сербия убивает нас».
В ходе кампании по примирению, которая закончила кровавую вражду среди косовских албанцев, 1 мая 1990 года в Веррате и Ллуке состоялась крупнейшая конференция по реституционному правосудию, в которой приняли участие от 100 000 до 500 000 участников. Кампания по примирению была проведена Антоном Четта, основавшим Комитет по примирению. За три года (1990—1992) приблизительно одна треть населения Косова была официально активно вовлечена в реституционные юридические конференции с целью остановить кровавую вражду. К 1992 году кампания по примирению завершила по меньшей мере 1200 смертельных кровавых конфликтов, а в 1993 году в Косово не произошло ни одного убийства.